# Esteban Pavez
Pour les articles homonymes, voir Pavez.
Esteban Andrés Pavez Suazo, également surnommé El Mono, né le 1er mai 1990 à Santiago, est un footballeur chilien qui joue comme milieu de terrain pour Atlético Paranaense. Il débute à Colo Colo avant de passer par le club des Rangers, puis à San Marcos de Arica. Après un passage avec l'Union Temuco, il revient à Colo Colo où il s'impose comme l'un des meilleurs joueurs du championnat chilien. Il part ensuite jouer au Brésil, à l'Atlético Paranaense
Il est international avec l'équipe du Chili depuis 2014.

## Biographie

### Celta Vigo
Durant le mercato estival 2014, Esteban Pavez décide de quitter le Chili et de découvrir la Liga avec le Celta Vigo.

### Équipe du Chili
En janvier 2014, Jorge Sampaoli convoque le milieu chilien pour un match amical contre le Costa Rica. Il joue une mi-temps puis est remplacé par Fernando Meneses.

## Statistiques

### En sélection nationale
| Saison                | Sélection             | Phases finales                | Phases finales | Phases finales | Phases finales | Éliminatoires CDM | Éliminatoires CDM | Éliminatoires CDM | Matchs amicaux | Matchs amicaux | Matchs amicaux | Total | Total | Total |
| Saison                | Sélection             | Compétition                   | M              | B              | Pd             | M                 | B                 | Pd                | M              | B              | Pd             | M     | B     | Pd    |
| --------------------- | --------------------- | ----------------------------- | -------------- | -------------- | -------------- | ----------------- | ----------------- | ----------------- | -------------- | -------------- | -------------- | ----- | ----- | ----- |
| 2013-2014             | Chili                 | Coupe du monde 2014           | -              | -              | -              | -                 | -                 | -                 | 1              | 0              | 0              | 1     | 0     | 0     |
| 2015-2016             | Chili                 | Copa América Centenario       | -              | -              | -              | 0                 | 0                 | 0                 | -              | -              | -              | 0     | 0     | 0     |
| 2016-2017             | Chili                 | Coupe des confédérations 2017 | -              | -              | -              | -                 | -                 | -                 | 2              | 0              | 0              | 2     | 0     | 0     |
| 2017-2018             | Chili                 | -                             | -              | -              | -              | -                 | -                 | -                 | 0              | 0              | 0              | 0     | 0     | 0     |
| 2018-2019             | Chili                 | Copa América 2019 4e          | 1              | 0              | 0              | -                 | -                 | -                 | 2              | 0              | 0              | 3     | 0     | 0     |
| 2019-2020             | Chili                 | -                             | -              | -              | -              | -                 | -                 | -                 | 2              | 0              | 0              | 2     | 0     | 0     |
| 2021-2022             | Chili                 | -                             | -              | -              | -              | 1                 | 0                 | 0                 | -              | -              | -              | 1     | 0     | 0     |
| 2022-2023             | Chili                 | -                             | -              | -              | -              | -                 | -                 | -                 | 2              | 0              | 0              | 2     | 0     | 0     |
| 2023-2024             | Chili                 | Copa América 2024             | 0              | 0              | 0              | -                 | -                 | -                 | 2              | 0              | 0              | 2     | 0     | 0     |
| 2024-2025             | Chili                 | -                             | -              | -              | -              | 3                 | 0                 | 0                 | -              | -              | -              | 3     | 0     | 0     |
| Total sur la carrière | Total sur la carrière | Total sur la carrière         | 1              | 0              | 0              | 4                 | 0                 | 0                 | 11             | 0              | 0              | 16    | 0     | 0     |

## Palmarès
Colo Colo
- Championnat du Chili (2)
  - Vainqueur : 2009 (Clôture) et 2014 (Clôture)